# Giro del Belgio 2021
Il Giro del Belgio 2021, novantesima edizione della corsa e valido come evento dell'UCI ProSeries 2021 categoria 2.Pro, si svolse in cinque tappe dal 9 al 13 giugno 2021 su un percorso di 692,3 km, con partenza da Beveren e arrivo a Beringen, in Belgio. La vittoria fu appannaggio del belga Remco Evenepoel, il quale completò il percorso in 15h41'59", precedendo i connazionali Yves Lampaert e Gianni Marchand.
Sul traguardo di Beringen 145 ciclisti, su 153 partiti da Beveren, portarono a termine la competizione.

## Tappe
| Tappa  | Data      | Percorso                                        | km    | Vincitore di tappa | Leader cl. generale |
| ------ | --------- | ----------------------------------------------- | ----- | ------------------ | ------------------- |
| 1ª     | 9 giugno  | Beveren > Maarkedal                             | 175,3 | Robbe Ghys         | Remco Evenepoel     |
| 2ª     | 10 giugno | Knokke-Heist > Knokke-Heist (cron. individuale) | 11,2  | Remco Evenepoel    | Remco Evenepoel     |
| 3ª     | 11 giugno | Gingelom > Scherpenheuvel-Zichem                | 174,4 | Caleb Ewan         | Remco Evenepoel     |
| 4ª     | 12 giugno | Hamoir > Hamoir                                 | 152,7 | Caleb Ewan         | Remco Evenepoel     |
| 5ª     | 13 giugno | Turnhout > Beringen                             | 178,7 | Mark Cavendish     | Remco Evenepoel     |
| Totale | Totale    | Totale                                          | 692,3 |                    |                     |

## Squadre e corridori partecipanti
| N.      | Cod. | Squadra                   |
| ------- | ---- | ------------------------- |
| 1-7     | DQT  | Deceuninck-Quick Step     |
| 11-17   | LTS  | Lotto Soudal              |
| 21-27   | BOH  | Bora-Hansgrohe            |
| 31-37   | -    | -                         |
| 41-47   | TJV  | Jumbo-Visma               |
| 51-57   | DSM  | Team DSM                  |
| 61-67   | TQA  | Team Qhubeka Assos        |
| 71-77   | TFS  | Trek-Segafredo            |
| 81-87   | IWG  | Intermarché-Wanty-Gobert  |
| 91-97   | AFC  | Alpecin-Fenix             |
| 101-107 | BWB  | Bingoal Pauwels Sauces WB |

| N.      | Cod. | Squadra                  |
| ------- | ---- | ------------------------ |
| 111-117 | SVB  | Sport Vlaanderen-Baloise |
| 121-127 | BBK  | B&B Hotels p/b KTM       |
| 131-137 | BCF  | Bardiani-CSF-Faizanè     |
| 141-147 | ARK  | Team Arkéa-Samsic        |
| 151-157 | TNN  | Team Novo Nordisk        |
| 161-167 | TDE  | Total Direct Énergie     |
| 171-177 | THR  | Vini Zabù                |
| 181-187 | TBL  | Baloise-Trek Lions       |
| 191-197 | PSB  | Pauwels Sauzen-Bingoal   |
| 201-207 | TIS  | Tarteletto-Isorex        |
| 211-217 | BCY  | BEAT Cycling             |

## Dettagli delle tappe

### 1ª tappa
- 9 giugno: Beveren > Maarkedal – 175,3 km

Risultati
| Pos. | Corridore       | Squadra    | Tempo    |
| ---- | --------------- | ---------- | -------- |
| 1    | Robbe Ghys      | Sport Vl.  | 4h05'15" |
| 2    | Remco Evenepoel | Deceuninck | s.t.     |
| 3    | Gianni Marchand | Tarteletto | s.t.     |

| Pos. | Corridore       | Squadra    | Tempo    |
| ---- | --------------- | ---------- | -------- |
| 1    | Remco Evenepoel | Deceuninck | 4h05'00" |
| 2    | Robbe Ghys      | Sport Vl.  | a 5"     |
| 3    | Gianni Marchand | Tarteletto | a 8"     |

### 2ª tappa
- 10 giugno: Knokke-Heist > Knokke-Heist – Cronometro individuale – 11,2 km

Risultati
| Pos. | Corridore         | Squadra    | Tempo  |
| ---- | ----------------- | ---------- | ------ |
| 1    | Remco Evenepoel   | Deceuninck | 12'00" |
| 2    | Yves Lampaert     | Deceuninck | a 2"   |
| 3    | Finn Fisher-Black | Jumbo      | a 18"  |

| Pos. | Corridore       | Squadra    | Tempo    |
| ---- | --------------- | ---------- | -------- |
| 1    | Remco Evenepoel | Deceuninck | 4h17'00" |
| 2    | Yves Lampaert   | Deceuninck | a 45"    |
| 3    | Gianni Marchand | Tarteletto | a 53"    |

### 3ª tappa
- 11 giugno: Gingelom > Scherpenheuvel-Zichem – 174,4 km

Risultati
| Pos. | Corridore        | Squadra     | Tempo    |
| ---- | ---------------- | ----------- | -------- |
| 1    | Caleb Ewan       | Lotto       | 3h56'43" |
| 2    | Michael Mørkøv   | Deceuninck  | s.t.     |
| 3    | Danny van Poppel | Intermarché | s.t.     |

| Pos. | Corridore       | Squadra    | Tempo    |
| ---- | --------------- | ---------- | -------- |
| 1    | Remco Evenepoel | Deceuninck | 8h13'43" |
| 2    | Yves Lampaert   | Deceuninck | a 45"    |
| 3    | Gianni Marchand | Tarteletto | a 53"    |

### 4ª tappa
- 12 giugno: Hamoir > Hamoir – 152,7 km

Risultati
| Pos. | Corridore        | Squadra    | Tempo    |
| ---- | ---------------- | ---------- | -------- |
| 1    | Caleb Ewan       | Lotto      | 3h37'48" |
| 2    | Bryan Coquard    | B&B Hotels | s.t.     |
| 3    | Davide Ballerini | Deceuninck | s.t.     |

| Pos. | Corridore       | Squadra    | Tempo     |
| ---- | --------------- | ---------- | --------- |
| 1    | Remco Evenepoel | Deceuninck | 11h51'31" |
| 2    | Yves Lampaert   | Deceuninck | a 45"     |
| 3    | Gianni Marchand | Tarteletto | a 53"     |

### 5ª tappa
- 13 giugno: Turnhout > Beringen – 178,7 km

Risultati
| Pos. | Corridore        | Squadra    | Tempo    |
| ---- | ---------------- | ---------- | -------- |
| 1    | Mark Cavendish   | Deceuninck | 3h50'31" |
| 2    | Tim Merlier      | Alpecin    | s.t.     |
| 3    | Pascal Ackermann | Bora       | s.t.     |

| Pos. | Corridore       | Squadra    | Tempo     |
| ---- | --------------- | ---------- | --------- |
| 1    | Remco Evenepoel | Deceuninck | 15h41'59" |
| 2    | Yves Lampaert   | Deceuninck | a 46"     |
| 3    | Gianni Marchand | Tarteletto | a 56"     |

## Evoluzione delle classifiche
| Tappa              | Vincitore          | Classifica generale Maglia blu | Classifica a punti Maglia rossa | Classifica combattività Maglia verde | Classifica a squadre     |
| ------------------ | ------------------ | ------------------------------ | ------------------------------- | ------------------------------------ | ------------------------ |
| 1ª                 | Robbe Ghys         | Remco Evenepoel                | Robbe Ghys                      | Robbe Ghys                           | Sport Vlaanderen-Baloise |
| 2ª                 | Remco Evenepoel    | Remco Evenepoel                | Remco Evenepoel                 | Robbe Ghys                           | Jumbo-Visma              |
| 3ª                 | Caleb Ewan         | Remco Evenepoel                | Remco Evenepoel                 | Cédric Beullens                      | Jumbo-Visma              |
| 4ª                 | Caleb Ewan         | Remco Evenepoel                | Caleb Ewan                      | Cédric Beullens                      | Jumbo-Visma              |
| 5ª                 | Mark Cavendish     | Remco Evenepoel                | Caleb Ewan                      | Cédric Beullens                      | Jumbo-Visma              |
| Classifiche finali | Classifiche finali | Remco Evenepoel                | Caleb Ewan                      | Cédric Beullens                      | Jumbo-Visma              |

Maglie indossate da altri ciclisti in caso di due o più maglie vinte
- Nella 2ª tappa Jan-Willem van Schip ha indossato la maglia verde al posto di Robbe Ghys.
- Nella 3ª e 4ª tappa Robbe Ghys ha indossato la maglia rossa al posto di Remco Evenepoel.

## Classifiche finali

### Classifica generale - Maglia blu
| Pos. | Corridore         | Squadra    | Tempo     |
| ---- | ----------------- | ---------- | --------- |
| 1    | Remco Evenepoel   | Deceuninck | 15h41'59" |
| 2    | Yves Lampaert     | Deceuninck | a 46"     |
| 3    | Gianni Marchand   | Tarteletto | a 56"     |
| 4    | Finn Fisher-Black | Jumbo      | a 1'04"   |
| 5    | Ide Schelling     | Bora       | a 1'08"   |
| 6    | Koen Bouwman      | Jumbo      | s.t.      |
| 7    | Connor Swift      | Arkéa      | a 1'12"   |
| 8    | Oscar Riesebeek   | Alpecin    | a 1'13"   |
| 9    | Toon Aerts        | Baloise    | s.t.      |
| 10   | Jasper De Buyst   | Lotto      | a 1'18"   |

### Classifica a punti - Maglia rossa
| Pos. | Corridore        | Squadra     | Punti |
| ---- | ---------------- | ----------- | ----- |
| 1    | Caleb Ewan       | Lotto       | 71    |
| 2    | Bryan Coquard    | B&B Hotels  | 64    |
| 3    | Remco Evenepoel  | Deceuninck  | 45    |
| 4    | Jasper De Buyst  | Lotto       | 34    |
| 5    | Danny van Poppel | Intermarché | 32    |

### Classifica combattività - Maglia verde
| Pos. | Corridore         | Squadra    | Punti |
| ---- | ----------------- | ---------- | ----- |
| 1    | Cédric Beullens   | Sport Vl.  | 46    |
| 2    | Jonas Rickaert    | Alpecin    | 45    |
| 3    | Samuele Zoccarato | Bardiani   | 31    |
| 4    | Andreas Goeman    | Tarteletto | 30    |
| 5    | Laurens Sweeck    | Pauwels    | 26    |

### Classifica a squadre
| Pos. | Squadra                  | Tempo     |
| ---- | ------------------------ | --------- |
| 1    | Jumbo-Visma              | 47h09'47" |
| 2    | Alpecin-Fenix            | a 35"     |
| 3    | Intermarché-Wanty-Gobert | a 1'19"   |
| 4    | Lotto Soudal             | a 3'51    |
| 5    | B&B Hotels p/b KTM       | a 4'02"   |